# Philippe Boisse
Philippe Boisse, francoski sabljač in zdravnik, * 18. marec 1955.
Sodeloval je na sabljaškem delu poletnih olimpijskih igrah leta 1980 in leta 1984.
Njegov sin, Erik Boisse, je na poletnih olimpijskih igrah leta 2004 osvojil prvo mesto v ekipnem épéeju.